# Boumia (Marroc)
Boumia (en àrab بومية, Būmiyya; en amazic ⴱⵓⵎⵢⵢⴰ) és una comuna rural de la província de Midelt, a la regió de Drâa-Tafilalet, al Marroc. Segons el cens de 2014 tenia una població total de 18.212 persones.